# Игуманија Рафаила (Марковић)
Рафаила (световно Роса Марковић; Пљева код Шипова, 30. август 1935 — Манастир Мала Ремета, 11. април 2020) била је српска монахиња и игуманија Манастира Мале Ремете пуних 50 година.

## Биографија
Рафаила је пореклом из села Пљева код Шипова; замонашена је са 19 година. После смрти оца и њена мајка је дошла у Малу Ремету, где се замонашила (монашко име Михаила) и касније умрла, као и рођена сестра (монашко име Ангелина). Свој иметак и средства уложиле су у манастир и успеле да га обнове, подигну конак и капелу.
Када је дошла у Малу Ремету, Рафаила је затекла само рушевине — било је то време глади, сиромаштва, али и велике одбојности власти према цркви и манастирима. Конак је био запаљен, а мати је спавала сама готово под ведрим небом. Да би се прехраниле, она и још једна монахиња која је овде била од раније, ишле су у надницу код сељака и у сељачку радну задругу да би зарадиле за храну и нешто новца улагале у оправку конака. Брале су липов цвет, сушиле га и продавале. Од манастирског шљивика је била већа зарада, пекла се ракија и продавала, а новац улаган у оправку и сређивање манастира.
Као знак поштовања према њеном дугогодишњем раду од шездесет година, као великом послушнику и раднику, 30. августа 2014. године, на иницијативу Епископа сремског Василија, у манастиру је служена Света Литургија. Литургијом је началствовао Епископ сремски Василије са свештенством и монасима.